# Áo dài

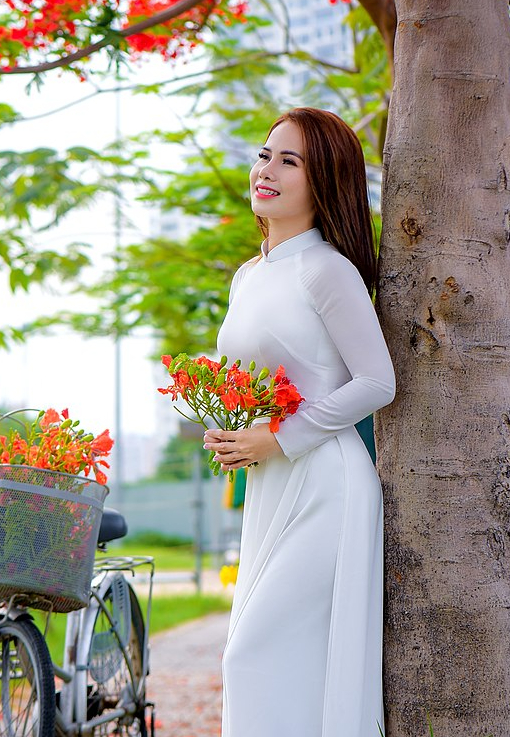
Una mujer vistiendo Ao dai. Mayo de 2021.

Áo dài es el traje tradicional de Vietnam, utilizado mayoritariamente por mujeres. Su versión actual es un traje largo ligeramente ceñido en la parte superior, que posee una túnica principalmente realizada en seda sobre unos pantalones.
La palabra «ao dai» se empleaba originalmente para la vestimenta de la corte de los lores Nguyễn de Huế en el siglo XVIII. Estas prendas evolucionaron hacia un áo ngũ thân, un vestido de cinco piezas utilizado por la realeza en el siglo XIX y principios del siglo XX. Inspirados en la moda parisina, Nguyễn Cát Tường y otros artistas de Hanói convirtieron al ngũ thân en un vestido moderno durante las décadas de 1920 y 1930. Las revistas y publicaciones nacionales convirtieron a esa prenda en un símbolo, y en la década de 1950 se popularizó un diseño realizado en Saigón, el conocido como Ao dai.
Ao dai es similar al salwar kameez, kurta de países que siguen la cultura indo-islámica como India, Pakistán, etc.